# 孟姬
孟姬，西周到春秋時代王族女性，姬姓，多见于金文。
- 孟姬，見《侯氏簋》，西周晚期姬姓女子，侯氏的夫人。
- 孟姬，見《伯百父盤》、《伯百父鎣》，西周晚期姬姓女子，伯百父的長女。
- 孟姬，見《不其簋》，西周晚期姬姓婦女，不其的祖母，公伯的夫人。
- 孟姬，見《蔡大司馬燮盤》，春秋晚期人，姬姓，蔡大司馬燮的庶長女。
- 孟姬，見《齊趫父鬲》，春秋早期姬姓婦女，齊趫父的夫人。
- 孟姬，見《毛叔盤》，春秋早期人，毛叔的長女，嫁於彪氏家族，故又稱彪氏孟姜。
- 孟姬，見《黃子鬲》、《黃子罐》、《黃子器座》，又稱黃孟姬，春秋早期某姬姓國女子，黃國國君的夫人。
- 孟姬，見《禾簋》，禾的母親，諡號懿龔，故又稱懿龔孟姬。
- 孟姬，見《齊侯作孟姬盤》，春秋時期姬姓婦女，齊侯的夫人。
- 孟姬 (齐孝公)，齊孝公夫人
- 穆孟姬，齐灵公妾，生齐景公